# Lastra a Signa
Lastra a Signa település Olaszországban, Toszkána régióban, Firenze megyében. Lakosainak száma 19 589 fő (2023. január 1.). Lastra a Signa Carmignano, Montelupo Fiorentino, Scandicci, Signa és Montespertoli községekkel határos.

## Népesség
A település lakossága az elmúlt években az alábbi módon változott:
| Lakosok száma | 19 722 | 20 308 | 19 589 |
|               | 2013   | 2018   | 2023   |